# 국제 배구 연맹 세계 순위
국제 배구 연맹 세계 순위는 국제 배구 연맹이 발표하는 국가대표팀 순위다. 국제 배구 연맹은 올림픽 경기, 세계 선수권 대회, 월드컵 대회, 월드리그와 월드그랑프리에서 연맹 소속 국가대표팀이 거둔 성적을 바탕으로 순위를 매긴다. 이 순위는 올림픽 배구 대회 본선 조 편성의 기준이 된다.

## 성인 배구 남녀 국가대표팀 세계 랭킹 순위 [상위 24위]
| 상위 24위 (2022년 10월 기준) |      |            |        |                                                 |
| 순위                         | 변동 | 팀         | 포인트 | 소속                                            |
| 1                            | 보합 | 폴란드     | 389    | 유럽 배구 연맹(CEV)                             |
| 2                            | 증가 | 이탈리아   | 369    | 유럽 배구 연맹(CEV)                             |
| 3                            | 감소 | 프랑스     | 368    | 유럽 배구 연맹(CEV)                             |
| 4                            | 보합 | 브라질     | 361    | 남아메리카 배구 연맹(CSV)                       |
| 5                            | 보합 | 러시아     | 352    | 유럽 배구 연맹(CEV)                             |
| 6                            | 보합 | 미국       | 333    | 북·중앙 아메리카 및 카리브해 배구 연맹(NORCECA) |
| 7                            | 보합 | 일본       | 277    | 아시아 배구 연맹(AVC)                           |
| 8                            | 보합 | 아르헨티나 | 273    | 남아메리카 배구 연맹(CSV)                       |
| 9                            | 보합 | 슬로베니아 | 268    | 유럽 배구 연맹(CEV)                             |
| 10                           | 보합 | 이란       | 267    | 아시아 배구 연맹(AVC)                           |
| 11                           | 보합 | 세르비아   | 253    | 유럽 배구 연맹(CEV)                             |
| 12                           | 보합 | 쿠바       | 230    | 북·중앙 아메리카 및 카리브해 배구 연맹(NORCECA) |
| 13                           | 보합 | 네덜란드   | 228    | 유럽 배구 연맹(CEV)                             |
| 14                           | 보합 | 튀르키예   | 200    | 유럽 배구 연맹(CEV)                             |
| 15                           | 보합 | 캐나다     | 189    | 북·중앙 아메리카 및 카리브해 배구 연맹(NORCECA) |
| 16                           | 보합 | 우크라이나 | 187    | 유럽 배구 연맹(CEV)                             |
| 17                           | 보합 | 독일       | 184    | 유럽 배구 연맹(CEV)                             |
| 18                           | 보합 | 멕시코     | 175    | 북·중앙 아메리카 및 카리브해 배구 연맹(NORCECA) |
| 19                           | 보합 | 튀니지     | 172    | 아프리카 배구 연맹(CAVB)                        |
| 20                           | 보합 | 이집트     | 157    | 아프리카 배구 연맹(CAVB)                        |
| 21                           | 보합 | 벨기에     | 153    | 유럽 배구 연맹(CEV)                             |
| 22                           | 보합 | 체코       | 152    | 유럽 배구 연맹(CEV)                             |
| 23                           | 보합 | 불가리아   | 152    | 유럽 배구 연맹(CEV)                             |
| 24                           | 보합 | 핀란드     | 152    | 유럽 배구 연맹(CEV)                             |
| 35                           | 보합 | 대한민국   | 129    | 아시아 배구 연맹(AVC)                           |

| 상위 24위 (2022년 10월 기준) |      |                 |        |                                                 |
| 순위                         | 변동 | 팀              | 포인트 | 소속                                            |
| 1                            | 보합 | 미국            | 376    | 북·중앙 아메리카 및 카리브해 배구 연맹(NORCECA) |
| 2                            | 보합 | 이탈리아        | 374    | 유럽 배구 연맹(CEV)                             |
| 3                            | 보합 | 브라질          | 370    | 남아메리카 배구 연맹(CSV)                       |
| 4                            | 보합 | 세르비아        | 350    | 유럽 배구 연맹(CEV)                             |
| 5                            | 보합 | 중화인민공화국  | 345    | 아시아 배구 연맹(AVC)                           |
| 6                            | 보합 | 튀르키예        | 310    | 유럽 배구 연맹(CEV)                             |
| 7                            | 보합 | 일본            | 306    | 아시아 배구 연맹(AVC)                           |
| 8                            | 보합 | 러시아          | 278    | 유럽 배구 연맹(CEV)                             |
| 9                            | 보합 | 도미니카 공화국 | 274    | 북·중앙 아메리카 및 카리브해 배구 연맹(NORCECA) |
| 10                           | 보합 | 네덜란드        | 251    | 유럽 배구 연맹(CEV)                             |
| 11                           | 보합 | 벨기에          | 249    | 유럽 배구 연맹(CEV)                             |
| 12                           | 보합 | 폴란드          | 230    | 유럽 배구 연맹(CEV)                             |
| 13                           | 보합 | 태국            | 229    | 아시아 배구 연맹(AVC)                           |
| 14                           | 보합 | 독일            | 227    | 유럽 배구 연맹(CEV)                             |
| 15                           | 보합 | 캐나다          | 198    | 북·중앙 아메리카 및 카리브해 배구 연맹(NORCECA) |
| 16                           | 보합 | 불가리아        | 193    | 유럽 배구 연맹(CEV)                             |
| 17                           | 보합 | 푸에르토리코    | 177    | 북·중앙 아메리카 및 카리브해 배구 연맹(NORCECA) |
| 18                           | 보합 | 아르헨티나      | 169    | 유럽 배구 연맹(CEV)                             |
| 19                           | 보합 | 체코            | 164    | 유럽 배구 연맹(CEV)                             |
| 20                           | 보합 | 콜롬비아        | 163    | 남아메리카 배구 연맹(CSV)                       |
| 21                           | 보합 | 멕시코          | 160    | 북·중앙 아메리카 및 카리브해 배구 연맹(NORCECA) |
| 22                           | 보합 | 프랑스          | 159    | 유럽 배구 연맹(CEV)                             |
| 23                           | 보합 | 대한민국        | 149    | 아시아 배구 연맹(AVC)                           |
| 24                           | 보합 | 우크라이나      | 148    | 유럽 배구 연맹(CEV)                             |

## 포인트 부여 기준표
국제 배구 연맹 주최 세계 대회
| 최종 순위 | 세계선수권 (남) | 세계선수권 (여) | 올림픽 | 월드컵 (2015년 대회 기준) | 월드리그 (남, 2017년 대회 기준) | 월드그랑프리 (여, 2017년 대회 기준) |
| --------- | --------------- | --------------- | ------ | ------------------------- | ------------------------------- | ----------------------------------- |
| 1위       | 100             | 100             | 100    | 100                       | 50                              | 50                                  |
| 2위       | 90              | 90              | 90     | 90                        | 45                              | 45                                  |
| 3위       | 80              | 80              | 80     | 80                        | 42                              | 42                                  |
| 4위       | 70              | 70              | 70     | 70                        | 40                              | 40                                  |
| 5위       | 62              | 58              | 50     | 50                        | 38                              | 38                                  |
| 6위       | 56              | 58              | 50     | 40                        | 38                              | 35                                  |
| 7위       | 50              | 50              | 50     | 30                        | 34                              | 32                                  |
| 8위       | 50              | 50              | 50     | 25                        | 32                              | 30                                  |
| 9위       | 45              | 45              | 30     | 5                         | 30                              | 28                                  |
| 10위      | 45              | 45              | 30     | 5                         | 28                              | 26                                  |
| 11위      | 40              | 40              | 20     | 5                         | 26                              | 24                                  |
| 12위      | 40              | 40              | 20     | 5                         | 24                              | 22                                  |
| 13위      | 36              | 36              |        |                           | 22                              | 20                                  |
| 14위      | 36              | 36              | 20     | 18                        |                                 |                                     |
| 15위      | 33              | 33              | 19     | 17                        |                                 |                                     |
| 16위      | 33              | 33              | 18     | 16                        |                                 |                                     |
| 17위      | 30              | 30              | 17     | 15                        |                                 |                                     |
| 18위      | 30              | 30              | 16     | 14                        |                                 |                                     |
| 19위      | 30              | 30              | 15     | 13                        |                                 |                                     |
| 20위      | 30              | 30              | 14     | 12                        |                                 |                                     |
| 21위      | 25              | 25              | 13     | 10                        |                                 |                                     |
| 22위      | 25              | 25              | 12     | 8                         |                                 |                                     |
| 23위      | 25              | 25              | 11     | 7                         |                                 |                                     |
| 24위      | 25              | 25              | 10     | 6                         |                                 |                                     |
| 25위      |                 |                 | 9      | 5                         |                                 |                                     |
| 26위      | 8               | 4               |        |                           |                                 |                                     |
| 27위      | 7               | 3               |        |                           |                                 |                                     |
| 28위      | 6               | 2               |        |                           |                                 |                                     |
| 29위      | 5               | 2               |        |                           |                                 |                                     |
| 30위      | 5               | 2               |        |                           |                                 |                                     |
| 31위      | 4               | 2               |        |                           |                                 |                                     |
| 32위      | 4               | 2               |        |                           |                                 |                                     |
| 33위      | 3               |                 |        |                           |                                 |                                     |
| 34위      | 3               |                 |        |                           |                                 |                                     |
| 35위      | 2               |                 |        |                           |                                 |                                     |
| 36위      | 1               |                 |        |                           |                                 |                                     |

국제 배구 연맹 주최 세계 대회 예선
| 세계선수권 예선 |        | |        |
| 남 | 남     | 여 | 여     |
| | 포인트 | | 포인트 |
| 유럽 예선 3라운드 2위 | 18     | 유럽 예선 3라운드 3위 | 18     |
| 유럽 예선 3라운드 3위 | 15     | 유럽 예선 3라운드 4위 | 15     |
| 북중미 최종 본선 결정전 3위 아시아 예선 3라운드 3위 | 14     | 아시아 예선 3라운드 3위 | 14     |
| 북중미 최종 본선 결정전 4위 아시아 예선 3라운드 4위 | 12     | 아시아 예선 3라운드 4위 | 12     |
| 유럽 예선 3라운드 4위 북중미 예선 3라운드 6–7위 남미 예선 3라운드 2위 아시아 예선 3라운드 5위 아프리카 예선 3라운드 4위                                   | 10     | 유럽 예선 3라운드 5위 북중미 예선 3라운드 3위 남미 예선 3라운드 2위 아시아 예선 3라운드 5위 아프리카 예선 3라운드 3위                                     | 10     |
| 북중미 예선 3라운드 8–10위 남미 예선 3라운드 3위 아프리카 예선 3라운드 5위 유럽 예선 3라운드 5–6위                                                        | 9      | 북중미 예선 3라운드 4위 남미 예선 3라운드 3위 유럽 예선 3라운드 6위 아프리카 예선 3라운드 4위                                                             | 9      |
| 유럽 예선 2라운드 3–4위 카리브해 지역 2라운드 3–4위 동카리브해 지역 2라운드 2위 남미 예선 2라운드 5위 아프리카 예선 3라운드 6위                           | 8      | 유럽 예선 2라운드 3–4위 카리브해 지역 2라운드 3–4위 동카리브해 지역 2라운드 2위 남미 예선 3라운드 4위 아프리카 예선 3라운드 5위                           | 8      |
| 유럽 예선 2라운드 5–6위 동카리브해 지역 2라운드 3위 카리브해 지역 2라운드 5–6위 아프리카 예선 3라운드 7위 아시아 예선 2라운드 2–3위 남미 예선 2라운드 6위 | 7      | 유럽 예선 2라운드 5–6위 동카리브해 지역 2라운드 3위 카리브해 지역 2라운드 5–6위 아프리카 예선 3라운드 6위 아시아 예선 2라운드 2–3위 남미 예선 2라운드 5위 | 7      |
| 유럽 예선 1라운드 3위 동카리브해 지역 2라운드 4위 카리브해 지역 2라운드 7–8위 아프리카 예선 3라운드 8–14위 남미 예선 2라운드 7위                          | 6      | 유럽 예선 1라운드 2–3위 동카리브해 지역 2라운드 4위 카리브해 지역 2라운드 7–8위 아프리카 예선 3라운드 7–9위 남미 예선 2라운드 6위                         | 6      |
| 유럽 예선 1라운드 4위 북중미 예선 1라운드 3–7위 아프리카 예선 1라운드 2–4위                                                                               | 5      | 유럽 예선 1라운드 4위 북중미 예선 1라운드 3–5위 아프리카 예선 1라운드 2–4위                                                                               | 5      |

| 올림픽 최종 예선 및 대륙별 예선 |        |
|                                 | 포인트 |
| 본선 진출팀                     | 0      |
| 예선 탈락 1위                   | 3      |
| 예선 탈락 2–3위                 | 2      |
| 예선 탈락 4–8위                 | 1      |